# Achim Steiner
Pour les articles homonymes, voir Steiner.
Achim Steiner, né le 17 mai 1961 à Carazinho au Brésil, est un diplomate allemand et un expert des politiques environnementales.
Il est directeur général du Programme des Nations unies pour l'environnement (PNUE) de 2006 à 2016 et administrateur du Programme des Nations unies pour le développement (PNUD) depuis 2017.

## Biographie
Né au Brésil, il étudie la philosophie, la science politique et les sciences économiques au Worcester College de l'université d'Oxford et à l'université de Londres. Il fréquente également l’Institut allemand du développement à Berlin ainsi que la Harvard Business School. Au cours de sa carrière, il travaille pour diverses organisations gouvernementales, non gouvernementales et internationales à Washington et en Asie du Sud-Est.
De 1998 à 2001, il est secrétaire général de la Commission mondiale des barrages au Cap en Afrique du Sud.
De 2001 à 2006, il est directeur général de l'Union internationale pour la conservation de la nature.
De juin 2006 à juin 2016, il est le directeur général du Programme des Nations unies pour l'environnement (PNUE).
En avril 2017, il est nommé par le secrétaire général des Nations unies, António Guterres, comme administrateur du Programme des Nations unies pour le développement (PNUD).